# Robert F. Curl
Robert Floyd Curl (Alice, Estados Unidos, 23 de agosto de 1933-Houston, Estados Unidos, 3 de julio de 2022) fue un químico y profesor universitario estadounidense galardonado con el Premio Nobel de Química del año 1996.

## Biografía
Nació en Alice, Texas, Estados Unidos, y fue hijo de un ministro metodista. Debido a la obra misional de su padre, su familia se mudó varias veces al sur y suroeste de Texas. Curl atribuye su interés por la química a un juego de química que recibió cuando tenía nueve años, recordando que arruinó el acabado de la estufa de porcelana de su madre cuando el ácido nítrico se derramó sobre ella.              Se graduó de la escuela secundaria Thomas Jefferson en San Antonio, Texas. Su escuela secundaria le ofreció sólo un año de instrucción en química, pero en su último año su profesor de química le dio proyectos especiales en los que trabajar.
Estudió química en la Universidad de Rice de Houston, donde se graduó en 1954, y posteriormente realizó el doctorado en 1957 en la Universidad de Berkeley en California. A partir de 1960 fue profesor de química en la Universidad de Rice, donde actualmente es profesor emérito.

## Investigaciones científicas
Interesado en la química inorgánica en el laboratorio de química de la Universidad de Rice, y al lado de Richard Smalley, realizó investigaciones acerca de los átomos de carbono, consiguiendo en 1988 la síntesis química del fulereno. Esta es una estructura hueca esférica formada por 60 átomos de carbono y es la tercera forma más estable del carbono después del diamante y el grafito.
En 1996 fue galardonado, junto a Richard Smalley y el británico Harold Kroto, con el Premio Nobel de Química por el descubrimiento de los fulerenos.
En sus últimos años Curl investigó los procesos sobre fisicoquímica acerca del genoma del ADN así como su secuenciación, desarrollando instrumentos de rayos infrarrojos para seguir el rastro cuántico en la secuenciación.

## Algunas publicaciones

### Artículos
- Curl, Robert (1997). «Dawn of the fullerenes: experiment and conjecture». Reviews of Modern Physics 69 (3): 691-702. Bibcode:1997RvMP...69..691C. doi:10.1103/RevModPhys.69.691.

### Reportes técnicos
- Curl, R. F.; G. P. Glass. "Infrared Absorption Spectroscopy and Chemical Kinetics of Free Radicals. Final Performance Report, 1 de agosto 1985--31 de julio 1994," National Accelerator Laboratory, Rice University, United States Department of Energy, junio de 1995.
- Curl, R. F.; G. P. Glass. "Infrared Absorption Spectroscopy and Chemical Kinetics of Free Radicals, Final Technical Report," Rice University, United States Department of Energy, noviembre de 2004.